# Гійом Брюн
Гійом Марі-Анн Брюн (фр. Guillaume Marie-Anne Brune; 13 березня 1763 —†2 серпня 1815) — французький військовик часів Першої імперії, маршал Франції.

## Життєпис
Народився 1763 році у м. Брив-ла-Гаярд. Був сином Стефана Брюна, королівського адвоката. Напередодні Французької революції Брюн переїздить до Парижа, де вивчає право. Під час революційних подій вступає до клубу кордельєрів (1791 рік), а згодом товаришує з впливовим політиком Жоржем Дантоном. Згодом вступає до національної гвардії, де обирається підполковником. Потім воює у лавах Північної армії. У 1793 році за звитягу у битві при Ондшооті стає бригадним генералом, 5 жовтня 1795 року бере участь у придушенні Вандем'єрського повстання роялістів у Парижі. Наступного року спрямовується до Італійської армії. Під час походу до Італії відзначився у битвах при Арколе, Ріволі, Фельтре, Беллуно. У 1797 році отримує звання дивізійного генерала. У 1798 році захопив Швейцарію.
У 1799 році відповідав вже за оборону Батавської республіки (колишньої Голландії). У битві при Бергені розбив англо-російську армію. Він змусив Фредеріка, герцога Йоркського і Олбані, головнокомандувача союзної армії, здатися й підписати договір в Алкмаарі. Однак 4 грудня того ж року уряд Батавської республіки, підозрюючи, що Брюн має намір повалити його, позбавив генерала командування. Потім він був призначений командувачем армією Заходу з місією, щоб покласти край повстанню у Вандеї. Незабаром після цього зумів змусити лідерів шуанів скласти зброю. Підтримав заколот 18 брюмера й незабаром увійшов до Державної ради.
У 1801—1802 роках командував Італійською армією. Він захопив міста Верону, Віченцу, Тревізо, виграв у австрійців битву при Монцамбано. У 1802 році стає послом Франції в Османській імперії. У 1804 році повернувся на батьківщину, водночас отримав звання маршала та великого орла Ордену Почесного легіону. 2 вересня 1805 року Наполеон I призначає Брюна головнокомандуючого армією Булонського табору й армією Берегу Океана. У 1806 році він стає губернатором Ганзейських міст. У 1807 році захоплює Померанію. Але того ж року Бонапарт відправляє Брюна у відставку за республіканські погляди. Поза військовими справами він залишався до 1814 року.
Під час першої реставрації Бурбонів король Людовик XVIII нагородив Брюна орденом Святого Людовика. Під час Ста днів Наполеона I він підтримав його. Відповідав за оборону півдня Франції. Почувши звістку про поразку французів при Ватерлоо він наказав своїм військам не чинити опір, а сам рушив до Парижа. Втім по дорозі — у м. Авіньйон 2 серпня 1815 року Брюна вбили роялісти.